# Xu Wei

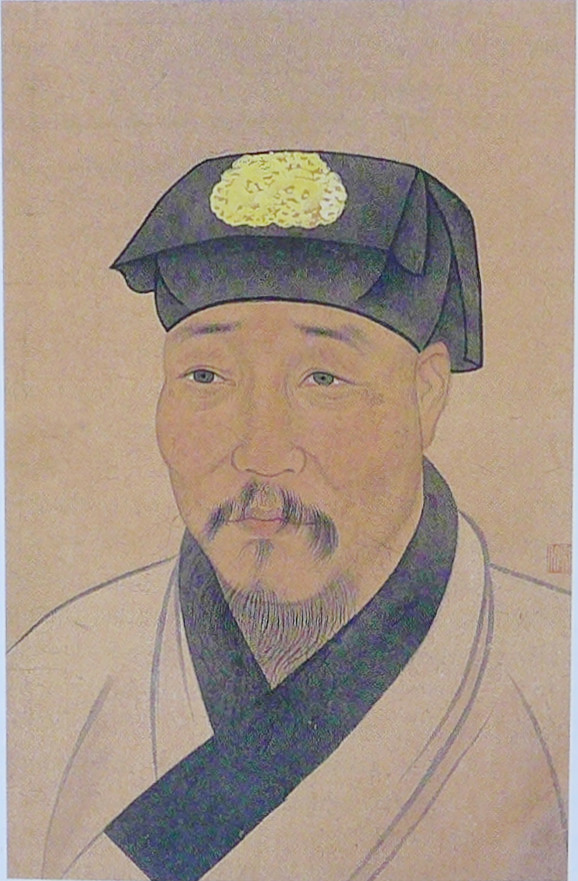
Porträt Xu Weis

Xu Wei (chinesisch 徐渭, Pinyin Xú Wèi; zi: 文長 / 文长, Wéncháng; 1521–1593) war ein für seine künstlerische Expressivität berühmter chinesischer Maler, Dichter und Dramatiker aus der Zeit der Ming-Dynastie.

## Leben
Xu Wei wurde 1521 in Shanyin (heutzutage Shaoxing, Zhejiang) in die Familie eines kleinen Beamten hinein geboren. Aufgrund familiärer und finanzieller Probleme hatte Xu keine glückliche Kindheit: Xus Vater starb, als er gerade einmal hundert Tage alt war. Als die finanzielle Situation der Familie sich verschlechterte, wurde Xus Mutter, ein Miao-Sklavenmädchen, verkauft.
Da Xu Weis ältere Brüder den verbliebenen Besitz der Familie Xu nach und nach verschleudert hatten, konnte Xu nur in die Familie seiner Frau einheiraten (ruzhui 入贅). Dies war ein Bruch mit der damals allgemeingültigen Regel der Patrilokalität, wonach die Frau nach der Heirat zur Familie ihre Mannes zieht; für Xu bedeutete dies einen extremen Status- und Ansehensverlust. Obwohl er die erste Stufe der Beamtenprüfungen mit 20 Jahren bestanden hatte, scheiterte Xu acht Mal an den Beamtenprüfungen auf Provinzebene. Xus literarisches Talent war dennoch bekannt und so erreichte Xu eine Anstellung als privater Assistent (muliao 幕僚) bei Hu Zongxian, einem hohen Beamten, der an der chinesischen Ostküste gegen Piraten kämpfte. Xus Arbeit war im Wesentlichen die eines Ghostwriters, der Texte für und im Namen von Hu Zongxian schrieb.
Nachdem Hu Zongxian 1565 aufgrund seiner Verbindung zur Clique um Yan Song gefangen genommen wurde und im Gefängnis vermutlich Selbstmord beging, versuchte Xu 1566 sich mehrmals selbst umzubringen, indem er seine Ohren durchbohrte und seine Hoden mit einem Hammer zertrümmerte. Außerdem brachte Xu 1566 seine Frau aus dritter Ehe um, da er überzeugt war, dass sie ihn betrogen hatte. Infolge des Mordes verbrachte Xu Wei sieben Jahre im Gefängnis. Sein restliches Leben verbrachte Xu damit Bilder zu malen, ohne jedoch nennenswerten finanziellen Erfolg zu erreichen.
Der Sinologe Martin Huang führt Xus Geisteskrankheit nicht nur auf Xus Angst, selber ins Gefängnis geworfen zu werden zurück, sondern vielmehr auf Xus Gewissensbisse, da er sich – im Gegensatz zu anderen Freunden und Assistenten Hu Zongxians – nicht für diesen eingesetzt beziehungsweise Hu Zongxian nicht vor Yan Song gewarnt hatte. Laut Huang kämpfte Xu Wei zeitlebens gegen seine eigene Feminisierung (gemeint ist die Zuweisung einer femininen, untergeordneten Stellung in der sozialen Hierarchie) an und versuchte einen Status als echter Mann zu erreichen.

Der deutsche Sinologie Wolfgang Bauer vermutet in seiner Analyse einer autobiographischen Grabinschrift Xu Weis aus dem Jahre 1566 hingegen, dass Xu Weis augenscheinlicher Wahnsinn eine Strategie war, um sein eigenes Leben nach dem Fall Hu Zongxians zu bewahren. In dieser von Xu Weis selbstverfassten Grabinschrift heißt es:
一旦爲少保胡公羅致幕府，典文章，數赴而數辭，投筆出門。使折簡以招，臥不起，人爭愚而危之，而己深以爲安。其後公愈折節，等布衣，留者蓋兩期，贈金以數百計，食魚而居廬，人爭榮而安之， 而己深以爲危。至是，忽自覓死。人謂渭文士，且操潔，可無死。不知古文士以入幕操潔而死者衆矣，乃渭則自死，孰與人死之。 

Eines Tages aber berief der »Jüngere Ratgeber«, Herr Hu [Zongxian], eine Versammlung begabter Gelehrter ein, um sich unter ihnen einen Sekretär für die Führung seines Schriftverkehrs [auszusuchen]. Er machte Wei mehrfach Angebote, die der aber ebenfalls mehrfach ablehnte. Er warf sogar seinen Pinsel hin und lief aus dem Haus. Das veranlaßte Herr Hu jedoch nur dazu, ihm einen Brief nachzuschicken, in dem er ihm [nun auch noch schriftlich] den Posten offerierte. Wei aber stellte sich tot und äußerte keinen Mucks mehr. Nun überboten sich die Leute [plötzlich] darin, ihn für dumm und [seine Weigerung] für gefährlich zu halten. Er selbst aber fühlte sich zutiefst in voller Sicherheit. Später dann, [als er den Posten schließlich doch übernommen hatte, und Herr Hu ihm], der ihm seit seinen einfachen Tagen treu geblieben war, in Würdigung des Einsatzes zwei Jahresgehälter überließ, ihm noch dazu einige hundert Maß Gold schenkte und ihm [anlässig der Trauerfeier für seinen Vater] bei der Fischmahlzeit und bei der Zeremonie im Strohhaus [dabeisein ließ], überboten sich die Leute darin, das als einen prächtigen Erfolg für ihn zu preisen und als eine Garantie der Sicherheit. Er selbst aber fühlte sich nun auf einmal zutiefst bedroht von größter Gefahr. Und jetzt hat er sich in der Tat denn ganz plötzlich den Tod an den Hals geholt. Die Leute meinen zwar, ein Mann wie Wei, der sich immer so sauber [im Amt] verhalten habe, dürfe doch einfach nicht sterben. Aber sie wissen nicht, daß viele Gelehrte des Altertums, die einen Sekretärsposten annahmen und ihre Pflichten sauber erfüllten, [am Ende] trotzdem zugrunde gegangen sind. So ist Wei denn dabei, sich selbst den Tod zu geben – und mit wem zusammen wird er sich wohl den Tod geben –?

## Werke
In Xus künstlerischen Werken zeigt sich seine Frustration mit seiner untergeordneten sozialen Stellung, seinen bescheidenen finanziellen Mitteln, seiner Krankheit und allgemein die Frustration über sein Leben. Abgesehen von Bildern und Kalligraphie ist Xu vor allem bekannt für seine vier zaju Theaterstücke, die auch unter dem Namen „Die vier Schreie des Affen“ (Sisheng yuan 四声猿) bekannt sind. In seinen Theaterstücken spielen oftmals Frauen, die sich als Männer verkleiden, eine wichtige Rolle. Bekanntestes Beispiel hierfür ist Xus Stück „Die weibliche Mulan zieht an ihres Vaters Stelle in den Krieg“ (雌木蘭替夫從軍), in dem er die Geschichte der Mulan (davor nur in zwei Gedichten aus dem 5./6. Jahrhundert und der Tang-Dynastie überliefert) wiederbelebte. Dabei erfand Xu auch den Familiennamen Hua (Blume 花) – bis heute ist die Rede von Hua Mulan.

## Sonstiges
Das Qingteng-Studio und das Grab von Xu Wei (chinesisch 青藤书屋和徐渭墓, Pinyin Qingteng shuwu he Xu Wei mu) in Shaoxing in der Provinz Zhejiang stehen auf der Denkmalliste der Volksrepublik China.